# 米尼基
50°24′58″N 29°1′27″E / 50.41611°N 29.02417°E
米尼基（烏克蘭語：Минійки）是烏克蘭北部的村莊，隸屬日托米爾州的日托米爾區。該村處於米卡河畔，面積2.2平方公里，海拔高度173米，2001年人口400。